# Lupta vieții
Lupta vieții este o poezie scrisă de George Coșbuc, publicată în 1896 în volumul Fire de tort.

## Legături externe
- Poezia Lupta vieții la wikisursă